# Лондолатико (Фиренца)
Лондолатико је насеље у Италији у округу Фиренца, региону Тоскана.
Према процени из 2011. у насељу је живело 78 становника. Насеље се налази на надморској висини од 505 м.